# Embriologia evolutiva
A embriologia evolutiva é o ramo da biologia que trata de traçar características evolutivas a partir da embriologia dos diversos grupos de metazoários. Graças a embriologia evolutiva foi possível estabelecer relações de parentesco entre grupos que antes não se imaginava que fossem proximamente aparentados, como anelídeos e moluscos, por exemplo.

## Histórico
A classificação dos organismos começou cedo, na Grécia antiga. Pensadores dessa civilização agrupavam os organismos de acordo com a “natureza elemental” do ser (agua, ar, terra e fogo). Linnaeus, pai da taxonomia, criou o sistema de nomenclatura binomial e de classificação de acordo com os níveis taxonômicos, padronizando assim a classificação de acordo com caracteres morfológicos e observáveis dos organismos. Com a modernização das técnicas nos estudos de biologia, hoje é possível a utilização de caracteres morfológicos microscópicos e caracteres moleculares. E as classificações atuais são todas baseadas nas relações de parentesco entre os organismos. Sempre buscando reconstruir a história evolutiva dos grupos.
O inicio do uso de caracteres morfológicos embrionários para a construção de arvores filogenéticas começou devido a teoria da recapitulação proposta por Haeckel. Essa teoria propunha que a embriologia reconstruía a filogenia. Hoje sabemos que essa teoria não está correta, mas os dados embriológicos tem sim um grande poder resolutivo nas filogenias.

## Caracteres embriológicos
Existem diversos caracteres embriológicos que podem ser utilizados para a reconstrução de arvores filogenéticas, porem alguns são mais utilizados e mais resolutivos que outros. Nesta sessão serão citados os principais caracteres e exemplos dos táxons macroevolutivos que os apresentam. No final, uma árvore filogenética será mostrada plotando-se esses dados. Será feira uma discussão evolutiva acima dessa arvore também.

### Celoma
Existem 3 estados de caracter para celoma. Acelomado, celomado e pseudocelomado. Ao contrario do que muitos pensam esse caracter não evoluiu progressivamente (acelomado --> pseudocelomado --> celomado). A presença de celoma só é possível em animais triploblásticos. Os primeiros animais triploblásticos, os acoelomorpha, não apresentavam celoma, ou seja, eram acelomados. A mudança de estado de caracter ocorreu entre os acoelomorpha e os demais bilatérios. O caracter mudou de acelomado para celomado. Durante a evolução ocorreu reversão desse estado de caracter em no mínimo 2 táxons: cicloneuralia e o táxon platyzoa, que compreende “rotífera + acantocephala + gastrotricha + platyhelmintes’’ 
Com relação ao caracter tipo de formação do celoma existem 3 estados: enterocelia, esquisocelia e heterocelia. Celoma enterocelico acredita-se ser o estado plesiomorfico do caracter e pode ser encontrado nos deuterostomios, nos ecdysozoa e nos lophotrocozoa, com exceção dos eutrocozoa, que apresentam celoma esquizocelico; e dos bryozoa que apresentam celoma heterocelico.

### Padrão de clivagem
Existem 4 padrões principais de padrões de clivagem ao longo da filogenia dos metazoários: clivagem radial, clivagem superficial e clivagem espiral. Existem outros padrões de clivagem dentro de grupos mais internos da arvore de metazoários. Mas eles não serão discutidos aqui nesta sessão, pois não são de relevância para a discussão sobre a macroevolução de metazoários.
Acredita-se que a clivagem radial seja o estado pleisiomorfico do caracter, portanto, a grande maioria dos táxons apresentam esse tipo de clivagem. São eles os cnidários, deuterostomados, cicloneuralia e lophotrochozoas basais (chaetognata, brachiopoda e phoronida).
Onychophora e arthropoda apresentam clivagem do tipo superficial.
Annelida, mollusca, nemertea, kamptozoa, e todos os platyzoa apresentam clivagem espiral. Caracter que tem sido utilizado para agrupá-los dentro do grupo espiralia.

### Genes HOX
Existem alguns táxons que apresentam padrão na distribuição dos genes HOX. Esses padrões podem ser utilizados como sinapomorfias para os grandes táxons de metazoários. 
Bilatéria + acoelomorpha apresentam um padrão de no mínimo 4 famílias de genes HOX, os genes HOX anteriores, centrais, posteriores e do grupo 3. Já os bilatéria apresentam no mínimo 7 genes HOX, sendo a distribuição de 5 anteriores, 1 central e 1 posterior. Note que em bilatéria parece não aparecer genes HOX no grupo 3, mas isso se deve a dificuldade de se determinar qual dos 5 genes HOX anteriores é o pertencente ao grupo 3 (há divergências entre pesquisadores e entre táxons)
Ecdysozoa apresenta uma assinatura muito clara de genes HOX. Todos eles apresentam homólogos dos genes ABDA, ABDB e UBX. Lophotrochozoa apresenta uma assinatura mais clara ainda. Todos eles tem homólogos dos genes centrais LOX-2, LOX-4 e LOX-5 e dos genes posteriores POST-1 e POST-2.

## Árvore filogenética
Plotando-se todos os dados em uma arvore filogenética obtém-se o resultado da figura ao lado.

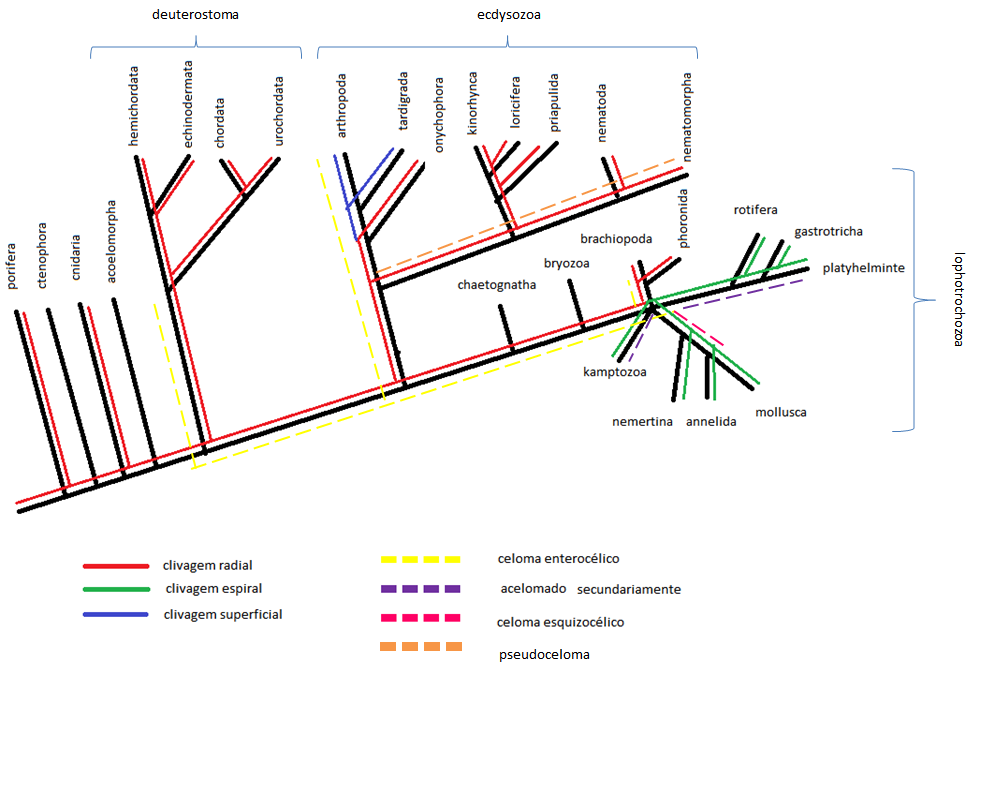
Arvore filogenética de metazoários com os caracteres embriológicos plotados

## Discussão evolutiva
Como é possível perceber na arvore, há uma politomia enorme dentro de lophotrochozoa. Essa politomia é um consenso da maioria das filogenias. Nela podemos levantar uma discussão sobre os padrões evolutivos desses caracteres embriológicos. Parece que ao mesmo tempo em que há alteração no padrão de clivagem, há também mudança na formação do celoma. Nota-se isso pelo fato de todos os táxons que apresentam clivagem espiral também possuem alteração no tipo de celoma. Porém não é possível traçar quais foram as mudanças de estado de caracter nesse caso, justamente devido a politomia.
Se considerarmos clivagem espiral como sinapomorfia, é possível a reconstrução do grupo espiralia, mas nesse caso fica incerto como se deu a evolução do celoma nesse grupo. 
Outro fato possível de se observar é que a perda ou redução do celoma se dá secundariamente, ao contrario do que se pensava. Por esses dados, não existe progressão na formação do celoma. A presença de celoma é uma sinapomorfia de bilatéria e, durante a evolução, ocorreram vários eventos de reversão.
A filogenia dos metazoários passou por profundas transformações nos últimos anos. As filogenias moleculares recentes deram resultados extremamente inesperados, que fizeram varias sinapomorfias morfológicas desaparecerem. A analise dos caracteres embriológicos forneceu novas sinapomorfias, além das moleculares, que facilitaram a compreensão da nova filogenia.